# Ermengol VI. (Urgell)
Ermengol VI. der von Kastilien (katalanisch Ermengol el de Castella; * um 1095; † 28. Juni 1154) war ein Graf von Urgell aus dem Haus Barcelona. Er war ein Sohn des Grafen Ermengol V. von Urgell († 1102) und der María Pérez.

## Biografie
Ermengol VI. wurde „der von Kastilien“ genannt, nicht nur weil er seine Jugendjahre bei seiner Mutter in Valladolid, sondern auch einen Großteil seines Lebens am Hof der leónesisch-kastilischen Könige verbrachte. Nach dem Tod seines Vaters hatte sein Großvater mütterlicherseits, der einflussreiche kastilische Graf Pedro Ansúrez, bis 1109 die Regentschaft in Urgell übernommen. Dieser hatte 1105 eine wichtige Rolle bei der Eroberung von Balaguer durch Graf Raimund Berengar III. von Barcelona gespielt. Das Wappen seines Großvaters übernahm Ermengol VI., der im Jahr 1115 seine Herrschaft antrat. Politisch lehnte er sich an König Alfons I. von Aragón an und nach dessen Tod 1134 huldigte er in Saragossa dem König Alfons VII. von León-Kastilien. Bereits am 23. Januar 1133 hatte er seine Herrschaftsrechte über die Täler von Andorra an den Bischof von Urgell abgetreten. Die folgenden Jahre war er ein ständiger Angehöriger des leónesischen Hofes, einzig im Jahr 1144 wird er im Gefolge des Grafen Raimund Berengar IV. von Barcelona auf dessen Reise in die Provence genannt.
Danach war Ermengol wieder ein Angehöriger des Gefolges Alfons’ VII., der sich 1135 zum „Kaiser von ganz Spanien“ hat krönen lassen. Im Frühjahr 1146 wird er im Amt des „kaiserlichen Hausmaiers“ (maiordomus imperatoris) genannt, offenbar in Vertretung seines Schwagers Ponç II. de Cabrera, und war ein Teilnehmer bei der Eroberung von Córdoba. Im folgenden Jahr war er auch an der Eroberung von Calatrava und Almería beteiligt. Im Winter 1149 war er wieder an der Seite des Grafen von Barcelona bei der Einnahme von Lleida, die der Grafschaft Urgell zugesprochen wurde. Die letzten Jahre seines Lebens verbrachte Ermengol in Kastilien und wurde nach seinem Tod in der Zisterzienserabtei Santa María von Valbuena bestattet, die von seiner Schwester Estefanía gegründet worden war.
Ermengol VI. war in erster Ehe verheiratet mit Arsenda, eine Tochter seines Vasallen Guerau II. de Cabrera (Haus Cabrera). Ihre Kinder waren:
- Ermengol VII. († 11. August 1184), Graf von Urgell.
- Isabella Sibilla; ⚭ mit Vizegraf Ramon Folch III. von Cardona (Haus Folch de Cardona).

Seine zweite Frau war Elvira Rodríguez, eine Tochter des Rodrigo González de Lara. Sie hatten eine Tochter:
- Maria; ⚭ mit Lope López de Vizcaya

Daneben hatte er noch einige uneheliche Kinder gehabt.